# Día Internacional del Novruz
El Día Internacional del Novruz es una jornada conmemorativa que se celebra anualmente el 21 de marzo desde fecha ancestral, promulgada por la UNESCO y Asamblea General de las Naciones Unidas desde el 23 de febrero de 2010.

## Proclamación
Con una historia que se extiende por más de 3000 años, Novruz, también conocido como Nowruz, Navruz, Nooruz, Nevruz, o Nauryz, es una festividad significativa para más de 300 millones de personas en diversas regiones como Asia Central, los Balcanes, el Cáucaso, la cuenca del Mar Negro y el Oriente Medio.
El Día Internacional del Novruz fue oficialmente reconocido por la Asamblea General de las Naciones Unidas el 23 de febrero de 2010. La iniciativa para esta proclamación provino de países que comparten esta tradición, entre ellos Afganistán, Albania, Azerbaiyán, Irán, Kazajistán, Kirguistán, Tayikistán, Turkmenistán, Turquía, e India. Este reconocimiento llegó después de que la UNESCO incluyera al Novruz en la Lista Representativa del Patrimonio Cultural Inmaterial de la Humanidad en 2009, destacando su importancia como festividad que promueve la paz, la solidaridad y la conciencia de la unidad humana.

## Celebración
Novruz se celebra el 21 de marzo, en el equinoccio de primavera, marcando su comienzo y la renovación de la naturaleza. La elección de esta fecha subraya su simbolismo de renacimiento y renovación. Las festividades incluyen rituales, ceremonias, eventos culturales y comidas especiales con seres queridos. Es un día para vestir ropa nueva, visitar a familiares y amigos, y para el intercambio de regalos, especialmente para los niños. Las celebraciones varían de un país a otro, pero todas comparten el mensaje original de renacimiento y renovación, además de fomentar la diversidad cultural y la amistad entre los pueblos.